# Dzielnica Krakowska Polskiego Towarzystwa Gimnastycznego „Sokół”
Dzielnica Krakowska Polskiego Towarzystwa Gimnastycznego „Sokół” – struktura organizacyjna, która powstała w 1921 roku w ramach Związku Towarzystw Gimnastycznych "Sokół" w Polsce z siedzibą w Krakowie.

## Historia
W 1918 roku organizacja sokolstwa z trzech zaborów została scalona i zreorganizowana. W 1921 roku powstał Związek Towarzystw Gimnastycznych "Sokół" w Polsce. Zgodnie z przyjętym w 1921 roku statutem zaczęła obowiązywać nowa organizacja. Wszystkie Towarzystwa podzielono na Okręgi. W skład Okręgu wchodziło kilka lub kilkanaście Towarzystw. Okręgi łączyły się w Dzielnice. Towarzystwa należące do Związku polskich gimnastycznych Towarzystw sokolich w cesarstwie austriackim (Austrii) podzielono. Część z nich znalazła się w dzielnicy małopolskiej, a pozostałe w dzielnicy krakowskiej z siedzibą w Krakowie. Założono, że w jej skład wejdą dawne okręgi I krakowski, II tarnowski, III rzeszowski, VIII cieszyński. W lutym 1921 roku w Krakowie odbyło się spotkanie przedstawicieli okręgów. Ustalono, ze w jej skład wejdzie okręg krakowski, tarnowski z gniazdami: Tarnów i Nowy Sącz oraz Zagłębie Dąbrowskie. Postanowiono dać czas okręgowi rzeszowskiemu na podjęcie decyzji o przynależności do dzielnicy z założeniem, ze sprawy organizacyjne powinny zakończyć się do końca kwietnia 1921 roku. Przewodniczącym Dzielnicy został wybrany druh Stanisław Rowiński. 
W 1938 roku w skład Dzielnicy wchodziły okręgi (w nawiasie liczba członków)ː Jasło (542), Kraków (2526), Nowy Sącz (345), Tarnów (1219), Zagłębie Dąbrowskie (782) i Żywiec (823). 